# Coccus
Se procura um tipo de bactérias, veja Coco (bactéria).
Coccus é um género de cochonilhas da família Coccidae. Inclui espécies como o Coccus viridis, uma das mais importantes pragas do cafezeiro, e o Coccus hesperidum, uma espécie polífaga que causa importantes danos nos citrinos.

## Espécies
O género Coccus inclui as seguintes espécies:
- Coccus celatus
- Coccus hesperidum
- Coccus pseudomagnoliarum
- Coccus viridis